# 梁秉中
梁秉中，SBS，OBE，JP（Leung Ping Chung，1941年—），香港医学家。

## 生平
梁秉中生於香港，籍貫廣東順德，1966年取得香港大學內外全科醫學士，1970年獲英國愛丁堡皇家外科醫學院院士及澳洲皇家外科醫學院院士銜，1983年取得香港大學外科碩士，1994年獲得香港中文大學頒授創校以來首個理學博士學位。

現擔任香港中文大學中醫中藥研究所所長，香港中文大學骨科榮休教授、「關懷行動」主席、和國際骨科研究學會會長等。曾被委任為中華人民共和國第九屆、第十屆、和第十一屆全國人大代表的香港代表，在香港也曾擔任香港市政局議員及多項社會公職，如香港藝術發展局文學藝術委員會主席等。
除工作以外，梁秉中曾多次遠赴貧窮地方提供義務醫療服務，包括印尼、印度、錫蘭、孟加拉、坦桑尼亞、烏干達等等。1993年，梁秉中組織義務醫療康復隊，「關懷行動」，專責到中國偏遠地方為當地居民提供免費醫療支援，包括手術、技術培訓、康復治療等。經過多年的努力，成果漸見，並於2009年獲香港紅十字會頒發香港人道年獎。
梁秉中不但是醫學界公認的骨科權威，亦是少數在醫學研究上進行多方面探討的學者，包括外科、骨科、顯微外科、教育、公共衞生、和中醫中藥等等。在中西藥醫療研究方面，梁秉中主張兩者應該互相合作，互補不足，從而達致最好的治療效果。他認為縱然現代西方醫療已取得顯赫成就，但應對某些病症時，如慢性疼痛、敏感性疾病、皮膚病和哮喘等，較果卻不如中醫中藥般理想。
於2000年起，梁秉中擔任香港中文大學中醫中藥研究所所長，通過以「實證為據」的科研方法，如藥物鑑證、品質管制、安全保證、臨床實驗、和中藥開發等，研究中醫中藥的特性和功效，並尋找最佳的中藥配方和比例，從而提供安全有效的治療方法，醫治各種在西醫學裡辣手的疾病。